# Troy (New Hampshire)
Troy – miasto w Stanach Zjednoczonych, w stanie New Hampshire, w hrabstwie Cheshire.